# Burnt Friedman
Burnt Friedman, nom d'artiste de Bernd Friedmann, est un musicien et producteur de musique électronique allemand, actif depuis la fin des années 1980 dans les genres de la musique électronique, de la musique expérimentale, du dub et du jazz.

## Biographie
Né à Cobourg en 1965, Bernd Friedmann part dès 1979 suivre un programme d'étude à l'Academy of Media Arts de Cologne où il commence à publier ses premières productions musicales ainsi qu'à réaliser ses premières performances live, suscitant déjà l'intérêt de la scène locale.[réf. nécessaire]
Après avoir commencé en 1984 des études supérieures d'arts à la Kunsthochschule Kassel où il s'intéresse à la peinture et à la performance vidéo, Bernd Friedmann décide à partir de la fin des années 1980 de se consacrer exclusivement à la musique sous le nom d'artiste de Burnt Friedman.
Les années 1990 voient naître différentes collaborations importantes dans sa carrière : Hayden Chisholm, Root70, Atom™ (sous le nom de Flanger), Tim Motzer, Steve Jansen ; puis dans les années 2000 avec David Sylvian (sous le nom de Nine Horses) ainsi que Jaki Liebezeit, ancien batteur du groupe de krautrock CAN, avec qui Burnt Friedman collaborera régulièrement 17 ans durant, tant en studio que sur scène.
Burnt Friedman créer son premier label, Nonplace, en 2000, puis un second, Risque, en 2016. Il vit depuis 2009 à Berlin.

## Discographie sélective
- Drome - Anachronism (1992)
- SMC (Some More Crime) - Another Domestic Drama in a Suburban Hell (1993)
- Drome - The Final Corporate Colonization Of The Unconscious (1993)
- Drome - The Final Corporate Remix of the Unconscious (1993)
- Drome - Once While Busy Counting the Virtues - a John Peel session in two parts, 30 minutes (BBC, Radio One, 1994)
- Nonplace Urban Field - N.U.F Said (1994)
- SMC (Some More Crime) - Fuzzysets (1995)
- Drome - Dromed (1995)
- Nonplace Urban Field - Nonplace Urban Field (1995)
- Nonplace Urban Field - Raum Für Notizen (1996)
- Nonplace Urban Field - Golden Star (1996) (Remix)
- Flanger - Templates (1997)
- Burnt Friedman & The Nu Dub Players - Just Landed (1999)
- Burnt Friedman - Plays Love Songs (1999)
- Flanger - Midnight Sound (1999)
- Burnt Friedman - Con Ritmo (2000)
- Flanger - Inner Space/Outer Space (2001)
- Replicant Rumba Rockers (2002) (Friedmann's Remix of Atom Heart-Material)
- Burnt Friedman & Jaki Liebezeit - Playing Secret Rhythms (2002)
- Burnt Friedman & The Nu Dub Players - Can't Cool (2003)
- Flanger - Spirituals (2005)
- Nine Horses - Snow Borne Sorrow (2005) (with David Sylvian and Steve Jansen)
- Burnt Friedman & Jaki Liebezeit - Secret Rhythms II (2005)
- Nine Horses - Money For All (2007) (with David Sylvian and Steve Jansen)
- Flanger - Nuclear Jazz (2007)
- Burnt Friedman - First Night Forever (2007)
- Burnt Friedman & Jaki Liebezeit - Secret Rhythms III (2008)
- Burnt Friedman & Jaki Liebezeit - Secret Rhythms IV (2011)
- Burnt Friedman - Zokuhen (2012)
- Burnt Friedman - Bokoboko (2012)
- Cyclopean - Cyclopean (2012)
- Burnt Friedman & Jaki Liebezeit - Secret Rhythms V (2013)
- Tohuwabohu - Tohuwabohu (2013)
- Burnt Friedman & Daniel Dodd-Ellis – Cease To Matter (2014)
- Flanger - Lollopy Dripper (2015)
- Burnt Friedman - The Pestle (2017)
- Burnt Friedman - Dead Saints Chronicles (2017)
- Burnt Friedman & Mohammad Reza Mortazavi – Yek (2017)
- Burnt Friedman - Anthology (1980-2017) (2017)
- Burnt Friedman - Musical traditions in Central Europe: Explorer Series Vol. 4 (2019)
- Burnt Friedman - Potential For Havoc (2020)
- Jaki Liebezeit & Burnt Friedman/Burnt Friedman & João Pais - Eurydike EP (2020)
- Mohammad Reza Mortazavi & Burnt Friedman - Yek 2 (2020)
- Burnt Friedman & João Pais Filipe - Automatic Music Vol.1: Mechanics Of Waving (2022)
- Burnt Friedman - Hexenschuss (2023)